# Anja Senti
Anja Senti (28 de septiembre de 1996) es una deportista suiza que compite en tiro, en la modalidad de rifle.
Ganó tres medallas en el Campeonato Mundial de Tiro, en los años 2022 y 2023, y cinco medallas en el Campeonato Europeo de Tiro entre los años 2021 y 2025.

## Palmarés internacional
| Campeonato Mundial | Campeonato Mundial    | Campeonato Mundial | Campeonato Mundial                |
| Año                | Lugar                 | Medalla            | Prueba                            |
| ------------------ | --------------------- | ------------------ | --------------------------------- |
| 2022               | El Cairo (Egipto)     | Medalla de oro     | Rifle en pos. tendida 300 m       |
| 2022               | El Cairo (Egipto)     | Medalla de plata   | Rifle en pos. tendida 300 m mixto |
| 2023               | Bakú (Azerbaiyán)     | Medalla de oro     | Rifle en pos. tendida 50 m        |
| Campeonato Europeo |                       |                    |                                   |
| Año                | Lugar                 | Medalla            | Prueba                            |
| 2021               | Osijek (Croacia)      | Medalla de plata   | Rifle 3 posiciones 300 m mixto    |
| 2021               | Osijek (Croacia)      | Medalla de bronce  | Rifle en pos. tendida 300 m       |
| 2022               | Zagreb (Croacia)      | Medalla de oro     | Rifle en pos. tendida 300 m       |
| 2022               | Zagreb (Croacia)      | Medalla de bronce  | Rifle 3 posiciones 300 m mixto    |
| 2025               | Châteauroux (Francia) | Medalla de oro     | Rifle en pos. tendida 300 m       |